# بني مفضل (الجميمة)

تعديل مصدري - تعديل

بني مفضل هي إحدى قرى عزلة الجميمة بمديرية الجميمة التابعة لمحافظة حجة، بلغ تعداد سكانها 3635 نسمة حسب تعداد اليمن لعام 2004.